# Zara (gioco)

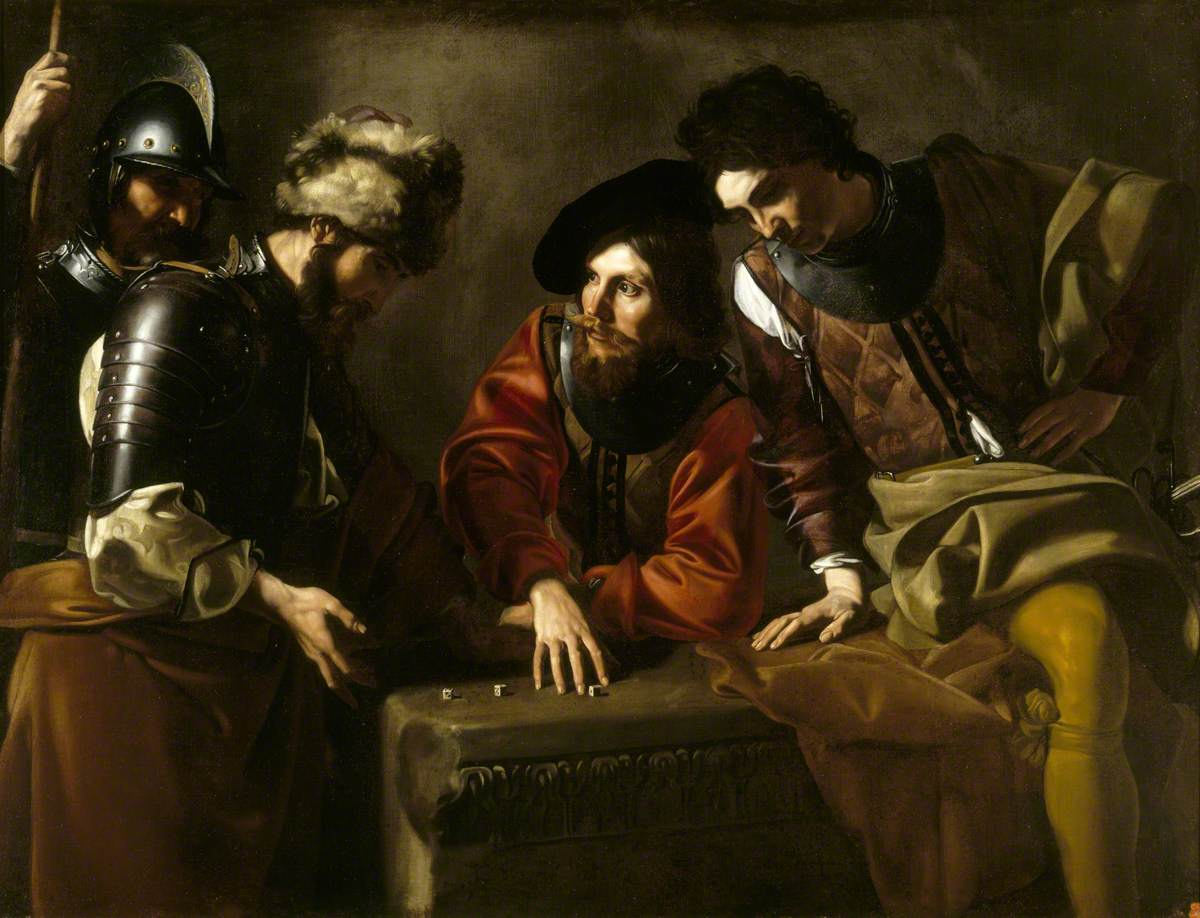
Nicolas Tournier, Giocatori di dadi, 1620-1625

La zara è un gioco d'azzardo in uso nel Medioevo.
Si gioca con tre dadi: a turno ogni giocatore chiama un numero da 3 a 18, quindi getta i dadi. Era considerato vincitore chi riusciva a ottenere egual numero sui tre dadi o almeno su due dadi, e, nella forma più comune in Italia, chi dichiarava preventivamente, ad alta voce, il totale dei punti che avrebbe realizzato con i tre dadi.

## Strategia
Diversi numeri hanno diverse probabilità di uscire: infatti ad esempio per ottenere 3 con tre dadi c'è una sola combinazione possibile (1+1+1=3), mentre per ottenere 10 ce ne sono diverse (1+3+6=10, 1+4+5=10, 2+2+6=10, 2+3+5=10, 2+4+4=10, 3+3+4=10). Le probabilità per ciascun numero sono le seguenti:
| N  | prob.  | %      | N  | prob.  | %      |
| 3  | 1/216  | 0,46%  | 11 | 27/216 | 12,50% |
| 4  | 3/216  | 1,39%  | 12 | 25/216 | 11,57% |
| 5  | 6/216  | 2,78%  | 13 | 21/216 | 9,72%  |
| 6  | 10/216 | 4,63%  | 14 | 15/216 | 6,94%  |
| 7  | 15/216 | 6,94%  | 15 | 10/216 | 4,63%  |
| 8  | 21/216 | 9,72%  | 16 | 6/216  | 2,78%  |
| 9  | 25/216 | 11,57% | 17 | 3/216  | 1,39%  |
| 10 | 27/216 | 12,50% | 18 | 1/216  | 0,46%  |

La strategia di gioco che dà le maggiori probabilità di vincere è quindi quella di chiamare sempre 10 o 11.

## In letteratura
La zara è citata da Dante nella Divina Commedia:
con l'altro se ne va tutta la gente;
qual va dinanzi, e qual di dietro il prende,
e qual dallato li si reca a mente;
el non s'arresta, e questo e quello intende;
a cui porge la man, più non fa pressa;
e così da la calca si difende.»
(Purgatorio VI, 1-9)
Il romanzo Capitan Tempesta di Emilio Salgari  inizia con una partita a zara. 
Il gioco viene anche citato da Ludovico Ariosto nella prima Satira nel verso 120:
tua libertà non meno abbi perduta

che se giocata te l'avessi a zara»
(Ludovico Ariosto, Satire)
La zara è citata nel I atto dell'opera di Amilcare Ponchielli La Gioconda.
Viene anche citata nel Libro de los juegos di Alfonso X di Castiglia.
Viene citata al capitolo 6 de L'enigma dell'Abate Nero di Marcello Simoni.

## Curiosità
A Firenze il gioco della Zara era molto in voga in epoca rinascimentale, ma si giocava assiduamente nelle taverne e osterie almeno fin dal '300, tanto che le autorità cittadine dovettero contrastare tale abitudine per le conseguenze negative che portavano all'ordine pubblico (ludopatia, risse, schiamazzi, etc...); da questa presa di posizione repressiva nasce il concetto denominato "gioco d'azzardo" (az-zahr=dado in lingua araba). Quindi, giocare "a Zara" significava letteralmente "giocare a dadi", in  numero di tre (a sei facce ognuno), e ogni lancio si chiamava "volta" (dal latino volgare "voltàre"=girare). I punti ottenibili per ogni "volta" andavano dal 3 al 18 e la somma dei tre dadi doveva essere dichiarata ad alta voce prima del lancio. Non tutte le "volte" erano vincenti (per una questione probabilistica delle combinazioni) e per questo si dividevano tra "cattive volte" (dal 3 al 6 e dal 15 al 18, compresi), e "buone volte" (dal 7 al 14, con preferenza per quelle dal 9 al 12, compresi) [è da questa abitudine che nacque il modo di dire ancora oggi usato:..."speriamo sia la volta buona"; e non solo: il concetto di "volta" entra a far parte del linguaggio corrente significando un evento successo, un'azione temporale compiuta: "l'altra volta"; "questa volta"; "la volta scorsa"; "un'altra volta"; "la prossima volta", etc..]. Quando la "volta" non rispecchiava il numero dichiarato dal giocatore che aveva lanciato i dadi, tutti, giocatori e astanti, dicevano "Zara!" ad alta voce e la mano passava al giocatore successivo [da questa abitudine di gioco, "Zara"=nulla (dal latino, in significato di "niente"), è nato il nome "Zero" per quel simbolo che in matematica ne rappresenta perfettamente il concetto]. 
Vinceva chi, dichiarata una somma, riusciva ad ottenerla; se questo succedeva al primo giro, quando ancora gli altri giocatori dovevano voltàre, e in caso di altro giocatore che indovinava la propria "volta", allora risultava vincitore chi aveva realizzato un punteggio migliore. 
È in questo periodo, tra Medioevo e Rinascimento, che la lingua italiana si forma e si arricchisce di un numero elevatissimo di termini stranieri proprio a Firenze, crocevia di mercanti da tutto il mondo: mercanti che portarono non solo merci e denaro, ma anche cultura, e intorno a loro il fiorire della città assorbiva e reinventava parole, suoni, modi di fare e costumi di altre culture facendoli così propri e lasciandoli a noi, come eredità di un passato realmente multiculturale. L'esempio dell'influenza che ha avuto un semplice gioco, così diffuso, nei confronti dello sviluppo della lingua italiana, ci mostra perfettamente il meccansimo che ha portato a tanta ricchezza linguistica e questo assorbimento fonetico riguardava ogni aspetto sociale ed economico del tempo: non si contano le parole derivate dal provenzale (grazie ai racconti, alle poesie, alle canzoni, alle novelle), dal germanico, dall'arabo, etc... che si sono legate al fusto dogmatico del latino, facendolo fiorire di mille colori.   
Il gioco della Zara rispecchia appieno lo spirito fiorentino che ancora oggi sopravvive, ed è quel crudele modo di fare che sbeffeggia oltremodo e sguaiatamente (ma con forte ironia di fondo) lo sconfitto, ed esalta trionfalmente (spesso con certo interesse economico) il vincitore, proprio come ha descritto Dante nel Purgatorio. 